# Surjaha
Surjaha (nep. सुर्जाहा) – gaun wikas samiti w środkowej części Nepalu w strefie Narajani w dystrykcie Parsa. Według nepalskiego spisu powszechnego z 2001 roku liczył on 512 gospodarstw domowych i 3307 mieszkańców (1537 kobiet i 1770 mężczyzn).